# When a Tree Falls
When a Tree Falls é o nono episódio da quarta temporada da série Modern Family. O episódio foi exibido pela ABC no dia 28 de novembro de 2012 nos EUA.

## Sinopse
Mitch e Cam tentar salvar uma velha árvore no parque de ser derrubada pois ela guarda muitas lembranças da vida de Lilly e querem ensianar a Lilly como valorizar as pequenas coisas. Jay leva Manny para uma festa de aniversário de criança com temática de Olimpíadas e chegando lá não consegue se enturmar, mas ocm ajuda do Phil ele vai se enturmar até demais. Gloria e Claire tem um dia só de garotas e elas vão em uma viagem de compras no shopping center que se transforma em um inferno.

## Audiência
O episódio "When" ofi assistido por  12.01 millões de pessoas. Houve um aumento significativo em comparação com o episódio da semana anterior Mistery Date.